# 李裕灐
李裕灐（1911年1月21日—2003年1月29日），是韓國足球運動員和教練。

## 生涯
李裕灐出生在日治朝鲜的黃海道信川郡（今朝鲜黃海南道信川郡），曾就读崇实高等普通学校（今平壤崇实高等学校）和私立延禧专门学校（今延世大学）。1942年毕业后，在每日申報担任记者，曾在首尔新闻和京乡新闻担任体育部长。
球员时期效力于京城蹴球团，并在1939年9月初次代表日本國家足球隊出战。
他是1948年夏季奧運會韓國代表隊的一員，但他沒有參加任何比賽。他在朝鲜战争爆發前開始教練生涯，戰後曾多次執教韓國國家足球隊，在1956年亞足聯亞洲盃带领韩国国家队夺得冠军。

## 国家队生涯
| 日本國家足球隊 | 日本國家足球隊 | 日本國家足球隊 |
| 年             | 出場           | 入球           |
| -------------- | -------------- | -------------- |
| 1940           | 1              | 0              |
| 合计           | 1              | 0              |